# Brinnande hjärtan giv oss, o Gud
Brinnande hjärtan giv oss, o Gud är en svensk psalmtext skriven 1945 av pastorn Harry Malmesjö och musik skriven av pastorn Rick Furustam. Båda var verksamma inom i Svenska Missionsförbundet. Psalmen publicerades för första gången samma år i Östgötafältet. Psalmen kompletterades 1946 med vers 2–4 av pastorn Fritz Lindén i Svenska Missionsförbundet. Den publicerades samma år med de nya verserna i Ansgariikyrkans församlingsblad. Textens första vers bygger på Lukasevangeliet 24:31-32 och Johannesevangeliet 6:51 och tredje versen på Lukasevangeliet 12:49. Syftet med psalmen är att under gudstjänst kombinera den till bibeltext ur Apostlagärningarna 1:8

## Publicerad i
- Östgötafältet, 1945.[1]
- Ansgariikyrkans församlingsblad, 1946.[1]
- Svenska Missionsförbundets sångbok 1951 som nummer 293.[1]
- Psalm och Sång som nummer 357.[1]
- Sionstoner (1972) som nummer 462.[1]
- Kristus vandrar bland oss än (psalmbok) 1965, som nummer 12.[1]
- EFS tillägg till Den svenska psalmboken (1986) som nummer 785 under rubriken "Att leva av tro: Efterföljd – helgelse".[1]
- Psalmer och Sånger 1987 som nummer 669 under rubriken "Att leva av tro - Efterföljd - helgelse".[2]
- Verbums psalmbokstillägg 2003 som nummer 784 under rubriken "Att leva av tro: Efterföljd – helgelse".[1]